# Heterokrohnia
Heterokrohnia is een geslacht in de taxonomische indeling van de pijlwormen. Het dier behoort tot de familie Heterokrohniidae. Heterokrohnia werd in 1911 beschreven door Ritter-Záhony.